# Meranoplus borneensis
Meranoplus borneensis é uma espécie de formiga do gênero Meranoplus, pertencente à subfamília Myrmicinae.